# Планер, Франц
Франц Фердинанд Планер (нем. Franz Ferdinand Planer; 29 марта 1894 — 10 января 1963) — австрийский и американский кинооператор. Трёхкратный лауреат премии «Золотой глобус» за лучшую операторскую работу в фильмах «Чемпион», «Сирано де Бержерак» и «Смерть коммивояжёра». Снял свыше 130 фильмов, немых и звуковых, чёрно-белых и цветных. В основном известен по фильмам, сделанным за его карьеру в Голливуде. Пять раз номинировался на премию «Оскар».
В титрах указывался как Franz Planer, Franz F Planer, либо в американизированном виде Frank F. Planer (как, например, в «Римских каникулах»).

## Биография
Планер родился 29 марта 1894 года под именем Франтишек Планичка в Карлсбаде, Богемия, Австро-Венгрия, но его семья была родом из Усти-над-Лабем. Он изучал фотографию в Вене в 1910-х годах и начал работать там в качестве кинооператора. Затем он переехал в Германию и снял свой первый фильм «Штормы в мае» в 1919 году под псевдонимом Франц Планер. В 1923 году он женился на еврейке в Цирквице, Чехословакия.
Когда нацисты пришли к власти, он решил переехать из Германии в Австрию, а затем в Великобританию. Из-за национальности своей жены в 1937 году он покинул Европу и переехал в Соединенные Штаты. Впоследствии он решил официально сменить свое имя на Франца Планера.
Он снял более 130 фильмов в Голливуде, среди которых «Письмо незнакомки» (1948), «Большая страна» (1958) и «Завтрак у Тиффани» (1961).

## Избранная фильмография
- 1924 — Финансы великого герцога / Die Finanzen des Großherzogs (реж. Фридрих Вильгельм Мурнау)
- 1930 — Трое с бензоколонки / Die Drei von der Tankstelle (реж. Вильгельм Тиле)
- 1932 — Чёрный гусар / Der schwarze Husar (реж. Герхард Лампрехт)
- 1936 — Тарас Бульба / Tarass Boulba (реж. Алексей Грановский)
- 1941 — Лицо под маской / The Face Behind the Mask (реж. Роберт Флори)
- 1941 — Знакомьтесь: Бостонский Блэки / Meet Boston Blackie (реж. Роберт Флори)
- 1946 — Погоня / The Chase (реж. Артур Рипли)
- 1948 — Письмо незнакомки / Letter from an Unknown Woman (реж. Макс Офюльс)
- 1949 — Крест-накрест / Criss Cross (реж. Роберт Сиодмак)
- 1949 — Чемпион / Champion (реж. Марк Робсон)
- 1949 — Сделай один ложный шаг / Take One False Step (реж. Честер Эрскин)
- 1950 — 711 Оушен Драйв / 711 Ocean Drive (реж. Джозеф М. Ньюман)
- 1951 — Шарф / The Scarf (реж. Эвальд Андре Дюпон)
- 1951 — Смерть коммивояжёра / Death of a Salesman (реж. Ласло Бенедек)
- 1953 — Римские каникулы / Roman Holiday (реж. Уильям Уайлер)
- 1953 — Ривер-стрит, 99 / 99 River Street (реж. Фил Карлсон)
- 1954 — Бунт на «Кейне» / The Caine Mutiny (реж. Эдвард Дмитрык)
- 1954 — 20 000 льё под водой / 20,000 Leagues Under the Sea (реж. Ричард Флейшер)
- 1954 — Долгое ожидание / The Long Wait (реж. Виктор Сэвилл)
- 1955 — Левая рука Бога / The Left Hand of God (реж. Эдвард Дмитрык)
- 1955 — Гора / The Mountain (реж. Эдвард Дмитрык)
- 1955 — Не как чужой / Not as a Stranger (реж. Стэнли Крамер)
- 1957 — Гордость и страсть / The Pride and the Passion (реж. Стэнли Крамер)
- 1958 — Большая страна / The Big Country (реж. Уильям Уайлер)
- 1958 — Очарованная сценой / Stage Struck (реж. Сидни Люмет)
- 1959 — История монахини / The Nun’s Story (реж. Фред Циннеман)
- 1960 — Непрощённая / The unforgiven (реж. Джон Хьюстон)
- 1961 — Царь царей / King Of Kings (реж. Николас Рэй)
- 1961 — Детский час / The Children’s Hour (реж. Уильям Уайлер)
- 1961 — Завтрак у Тиффани / Breakfast at Tiffany’s (реж. Блейк Эдвардс)
- 1962 — Что-то должно случиться / Something’s Got to Give (реж. Джордж Кьюкор)

## Награды и номинации
- Премия «Оскар» за лучшую операторскую работу
  - Номинировался в 1950 году за фильм «Чемпион»[5]
  - Номинировался в 1952 году за фильм «Смерть коммивояжёра»[6]
  - Номинировался в 1954 году совместно с Анри Алеканом за фильм «Римские каникулы»[7]
  - Номинировался в 1960 году за фильм «История монахини»[8]
  - Номинировался в 1962 году за фильм «Детский час»[9]
- Премия «Золотой глобус» за лучшую операторскую работу
  - Лауреат 1950 года за фильм «Чемпион»[10]
  - Лауреат 1951 года за фильм «Сирано де Бержерак[англ.]»[11]
  - Лауреат 1952 года за фильм «Смерть коммивояжёра»[12]
  - Номинировался в 1952 году за фильм «Решение перед рассветом[англ.]»[12]